# Щеглов Сергій Борисович
Сергі́й Бори́сович Щегло́в — старший солдат Збройних сил України.

## Нагороди
- За особистий внесок у зміцнення обороноздатності Української держави, мужність, самовідданість і високий професіоналізм, виявлені під час виконання військового обов'язку, та з нагоди Дня Збройних Сил України нагороджений орденом «За мужність» III ступеня (2.12.2016).[1]
- Медаль «Захиснику Вітчизни»[2]